# Black Harry (Sint Eustatius)
Black Harry was een legendarische methodistische predikant van Afrikaanse afkomst die in de jaren tachtig van de achttiende eeuw op Sint Eustatius werkte en uiteindelijk om zijn geloof werd verbannen van het eiland.

## Naam
De echte naam van Black Harry is niet bekend. In de Verenigde Staten leefde in dezelfde tijd ook een Afrikaans-Amerikaanse methodistische predikant die Black Harry werd genoemd. Zijn volledige naam was Harry Hosier. Ondanks de opmerkelijke gelijkenissen in het leven van deze twee mannen zeggen meerdere studies dat de Black Harry van Sint Eustatius en Harry Hosier niet dezelfde prediker waren.

## Leven
Waar en wanneer Black Harry is geboren en overleden is niet bekend. De meeste bronnen geven aan dat hij in het zuiden van de Verenigde Staten is geboren en daar na zijn gedwongen vertrek uit Sint Eustatius ook weer is teruggekeerd. Hij was op Sint Eustatius van ongeveer 1780 tot 1788. Er is eveneens geen overeenstemming in de bronnen over het feit of Black Harry slaafgemaakt of vrijgemaakt was in zijn tijd op Sint Eustatius. Hij verkondigde het methodisme onder de zwarte bevolking op het eiland, een geloofsovertuiging die in die periode door missies van oprichters John Wesley en Thomas Coke in het Caribisch gebied werd verspreid. Hij had weldra vele volgelingen. Al snel werd hem het prediken door de gereformeerde overheid verboden onder meer omdat hij revivals wekte bij zijn volgelingen waardoor die soms dagenlang niet konden werken. Gouverneur Johannes Runnels bestreed het methodisme met harde hand en Black Harry, die het verbod tot prediken in de wind sloeg, werd meerdere malen wreed gegeseld als straf. Ook andere volgelingen van het methodisme kregen strenge straffen voor het bijwonen van bijeenkomsten. Uiteindelijk werd Black Harry van het eiland verbannen waarna hij zou zijn teruggekeerd naar het zuiden van de Verenigde Staten.

## Congregatie methodisten

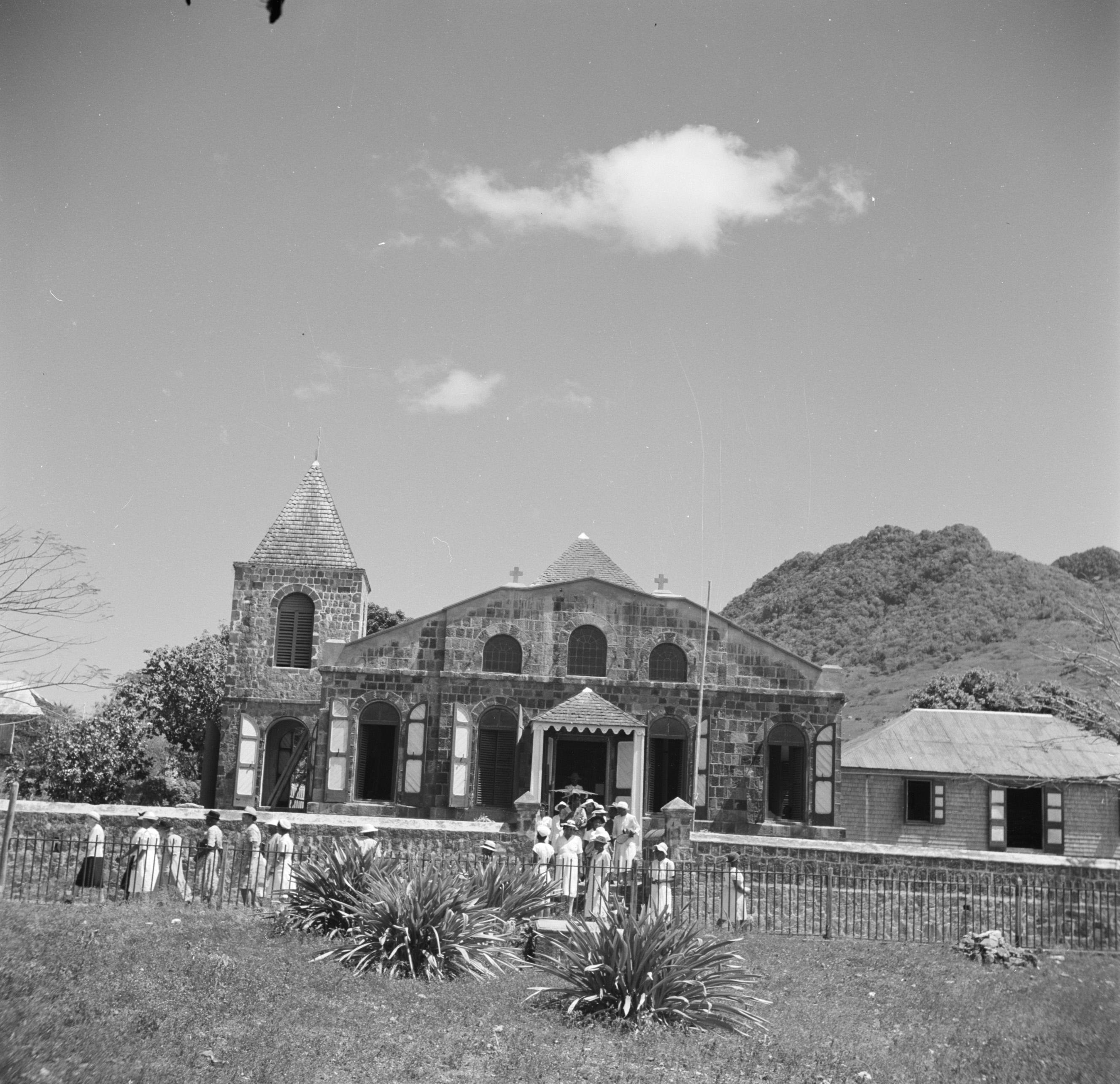
De Methodistenkerk in Oranjestad op Sint-Eustatius, Bestanddeelnr 252-8310

In 1811 werd er een houten kerk gebouwd aan de huidige Black Harry Lane op Sint Eustatius (voorheen De Ruyterweg) en groeide de Methodisten-congregatie verder uit. In 1846 werd op de locatie van de houten kerk een stenen kerkgebouw gebouwd, de Bethel Methodist Church. Deze kerk staat er nog steeds en kreeg in 2016 de status van monument.

## Waardering
Black Harry maakt een belangrijk onderdeel uit van het immateriële erfgoed van Sint Eustatius. Er is een straat naar hem vernoemd en het verhaal van Black Harry wordt nog regelmatig tijdens schoolvoorstellingen tot leven gebracht. De legende gaat dat Black Harry een vloek heeft uitgesproken over het eiland toen hij werd gedwongen te vertrekken.